# Tele2 Arena
Tele2 Arena este un stadion multifuncțional cu acoperiș retractabil situat în cartierul Johanneshov, la sud de centrul orașului Stockholm, Suedia. Este folosit mai ales pentru concerte și meciuri de fotbal, găzduind meciurile de acasă ale echipelor din liga Allsvenskan, Djurgårdens IF și Hammarby IF. Arena poate primi între 30.000 și 33.000 de spectatori la meciurile de fotbal, în funcție de numărul de persoane care se află în picioare, iar facilitățile sale îndeplinesc cerințele FIFA și UEFA pentru găzduirea de jocuri și turnee internaționale. Când vine vorba de concerte, arena are o capacitate de 45.000 de locuri.

## Cea mai mare prezență
| Prezență | Interpretare                        | Eveniment        | Dată              | Note   |
| -------- | ----------------------------------- | ---------------- | ----------------- | ------ |
| 40.557   | Madonna                             | Concert          | 14 noiembrie 2015 | [ 6 ]  |
| 40.000   | Avicii                              | Concert          | 1 martie 2014     | [ 7 ]  |
| 39.714   | Kent, Lars Winnerbäck, Robyn, Zhala | Concert          | 26 august 2013    | [ 8 ]  |
| 37.009   | Rolling Stones                      | Concert          | 2 iulie 2014      | [ 9 ]  |
| 35.000   | Avicii                              | Concert          | 28 februarie 2014 | [ 10 ] |
| 31.756   | Hammarby IF vs Östersunds FK        | Allsvenskan 2016 | 4 aprilie 2016    | [ 11 ] |

### Concerte
| Dată               | Artist/Artiști               | Turneu                               | Prezență |
| ------------------ | ---------------------------- | ------------------------------------ | -------- |
| 27 iulie 2013      | Gyllene Tider                | 2013 Summer Tour                     | 23.082   |
| 24 august 2013     | Kent, Lars Winnerbäck, Robyn | Inauguration concerts                | 39.714   |
| 26 noiembrie 2013  | Volbeat                      | Outlaw Gentlemen & Shady Ladies Live | 9.152    |
| 28 februarie 2014  | Avicii                       | True Tour                            | 69.725   |
| 1 martie 2014      | Avicii                       | True Tour                            | 69.725   |
| 10 mai 2014        | Justin Timberlake            | The 20/20 Experience World Tour      | 26.602   |
| 1 iunie 2014       | Aerosmith                    | Global Warming Tour                  |          |
| 1 iulie 2014       | The Rolling Stones           | 14 On Fire                           | 37.009   |
| 9 iulie 2015       | Paul McCartney               | Out There                            | 23.579   |
| 14 noiembrie 2015  | Madonna                      | Rebel Heart Tour                     | 39.338   |
| 29 aprilie 2016    | Adele                        | Adele Live 2016                      | 31.069   |
| 4 iulie 2016       | Rihanna                      | Anti World Tour                      | 34.956   |
| 10 septembrie 2016 | Red Hot Chili Peppers        | The Getaway World Tour               |          |
| 29 septembrie 2016 | Justin Bieber                | Purpose World Tour                   | 79.380   |
| 30 septembrie 2016 | Justin Bieber                | Purpose World Tour                   | 79.380   |
| 17 iunie 2017      | Celine Dion                  | Celine Dion Live 2017                | 21.699   |